# 造形藝術
造形艺术，是指艺术家使用各种可见的创意手法，通过视觉和触觉的传播途径，再现人们生活中的事物或者虚构人们纯粹的想象，表达自己对世间万物的感受和丰富的想象力。使人们在视觉上、触觉上乃至心理上产生愉悦和共鸣的情感感受的行为过程。
造形艺术一词源于德语Bildende Kunst，德国文艺理论家GE莱辛最早使用这一概念。德语的Bilden，原是模写或作模拟像的意思。因而，Bildende Kunst一词曾经仅指绘画和雕塑等再现客观具体形象的艺术，以致今天也有时仍用于这种狭义的解释。英语Plastic Art在狭义上仅指雕塑。
造形艺术随着人类发展至今已经具有了非常庞大的体系和门类，建筑、绘画、雕塑、世界各国的民间手工艺等等，都属于造型艺术的范畴，而且造形艺术伴随人们生活空间、文化历史背景的不同而表现出巨大的差异性和多元性，从而使人们拥有一个丰富多彩的艺术世界。

## 例子

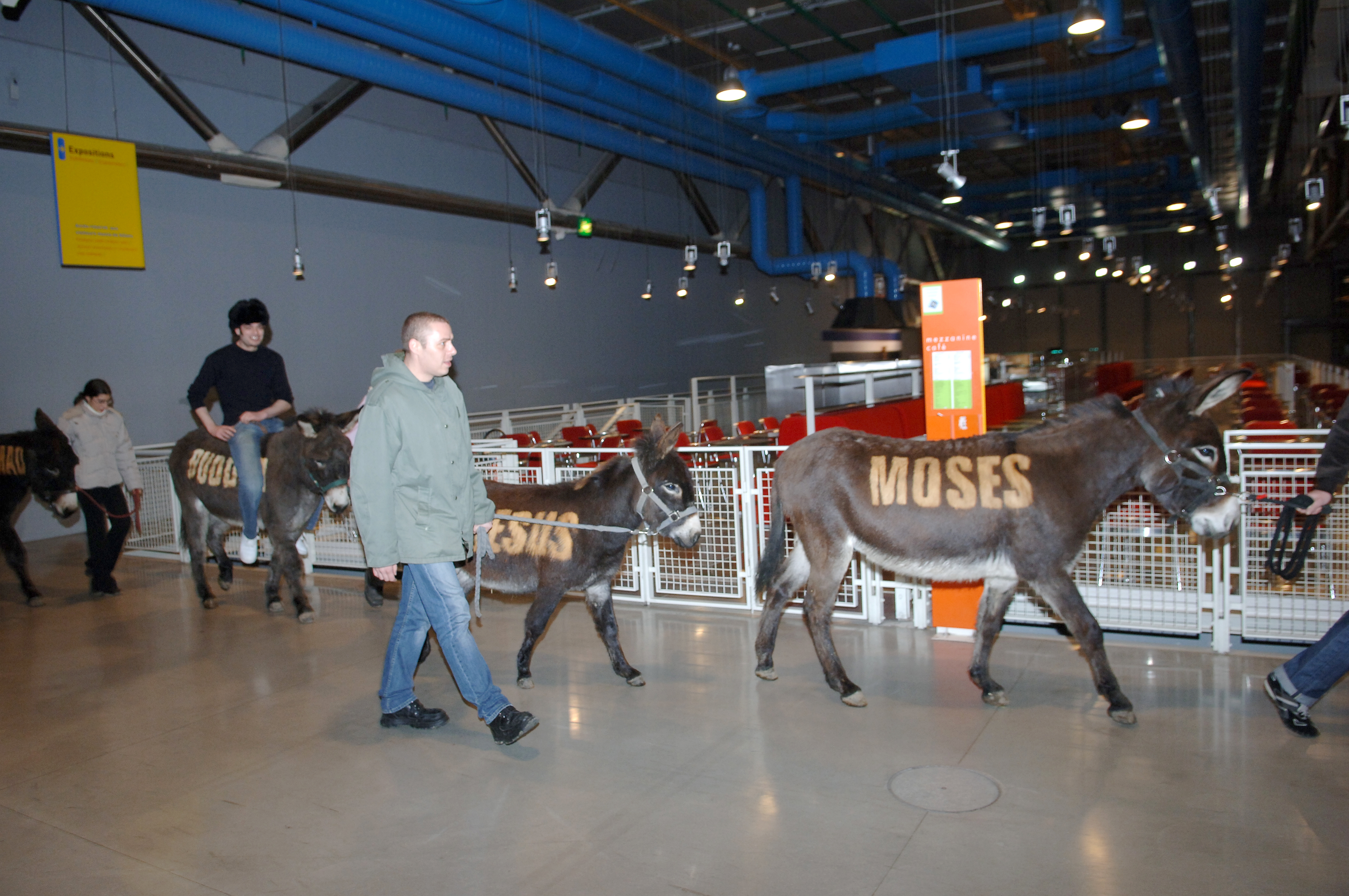
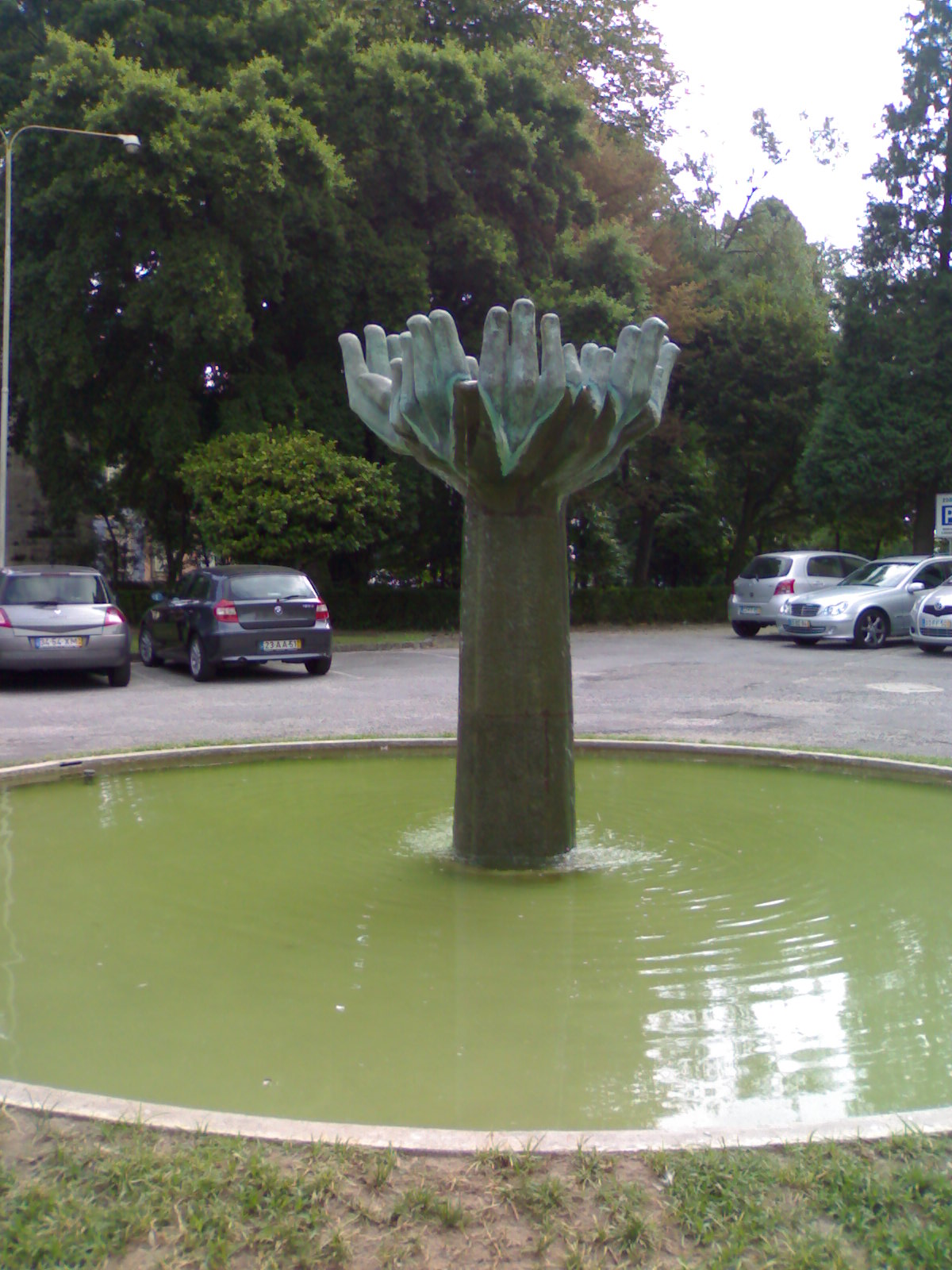

- 日本后现代诡异派另类造型艺术 （页面存档备份，存于）CG作品
- 插花艺术